# Француска музика
Први значајни француски композитор био је Жан Батист Лили, дворски композитор Луја XIV. У 19. веку, са настанком националне музичке школе, истакли су се Хектор Берлиоз и Жорж Бизе. Двадесети век је донео музичаре пионире модерног стила: Мориса Равела и Клода Дебисија. 